# Madonna del passero
La Madonna del passero è un dipinto a olio su tela (78,5x58 cm) di Giovanni Francesco Barbieri detto Guercino, databile al 1615-16 e conservato presso la Pinacoteca Nazionale di Bologna

## Storia
Le vicende storiche di questo dipinto sono state minuziosamente ricostruite da Denis Mahon. Il dipinto compare per la prima volta in un inventario manoscritto conservato nell'Archivio Segreto Vaticano (oggi Archivio Apostolico Vaticano), dove è registrato con il numero 105. Il documento, scoperto da Paola della Pergola, è datato 7 aprile 1693 e intitolato Inventario di tutti li mobili che sono nell'Appartamento Terreno che gode il Sig.r Prencipe di Rossano. Si riferisce a Palazzo Borghese in Campo Marzio, allora in uso a Giovanni Battista Borghese.
Il dipinto fu notato a Roma nel 1787 da Friedrich Wilhelm Basilius von Ramdohr, che lo descrisse nel primo volume della sua opera Ueber Mahlerei und Bildhauerkunst in Rome.
Tra il 1799 e il 1800 fu acquistato da William Young Ottley, che lo importò in Inghilterra da Palazzo Borghese in Campo Marzio. Nel 1801 fu esposto per la vendita nei suoi locali al numero 118 di Pall Mall, a Londra, con l’indicazione di provenienza da Palazzo Borghese. Rimase in collezioni private inglesi fino al 1946, quando fu acquistato da Sir Denis Mahon. La tela fu lasciata in deposito permanente alla Pinacoteca Nazionale di Bologna e alla morte dello studioso inglese (24 aprile 2011) per lascito testamentario divenne proprietà del medesimo museo. 

## Descrizione e stile
La Madonna del passero, databile attorno al 1615–1616, raffigura la Vergine Maria seduta con in grembo il Bambino Gesù, colto in un gesto infantile di stupore mentre osserva un passero legato a un filo dorato. Il piccolo, attratto dal gioco, afferra con una mano la veste della madre, che lo sostiene con delicatezza. L'ambientazione è semplice e spoglia di riferimenti sacri: l'attenzione è interamente centrata sul legame affettivo tra madre e figlio. La luce, soffusa e laterale, modella i volumi con dolcezza, lasciando parte del volto del Bambino in ombra ma senza oscurarne l'espressività.
Secondo Massimo Pulini, l'opera rappresenta in modo esemplare quella «poetica degli affetti» che nel Seicento emiliano rispose alla richiesta di rinnovamento spirituale della pittura sacra avanzata dalla Controriforma. Il tono familiare e intimo della scena, privo di solennità retoriche, riflette il naturalismo partecipe della scuola bolognese, influenzato da Ludovico Carracci (in particolare dalla cosiddetta Carraccina) ma vicino anche alla pittura di Bartolomeo Schedoni per l'atmosfera meditativa.
La tecnica pittorica si distingue per l'assenza del disegno e per l'uso di larghe pennellate che costruiscono le forme per macchie e chiaroscuro. Il colore, caldo e vibrante, richiama il cromatismo veneziano di Tiziano, trasmesso a Guercino attraverso la pittura ferrarese di Scarsellino e Carlo Bononi. Come ha osservato Denis Mahon, il dipinto presenta affinità anche con il San Giovanni Evangelista di Dresda, sia per stile che per resa affettuosa degli sguardi.
Una copia di bottega è conservata presso la Galleria Nazionale di Parma.